# Rüdiger Riehl
Rüdiger Knut Riehl (* 14. Februar 1949 in Gombeth; † 27. September 2012 in Düsseldorf) war ein deutscher Fischkundler und Autor.

## Leben
Rüdiger Riehl erlangte 1967 das Abitur und studierte danach Biologie an der Justus-Liebig-Universität Gießen. 1976 promovierte er dort mit einer Dissertation über die Bildung des Eis (Oogenese) und der darin entstehenden Öffnung für eindringende Spermien (Mikropyle) bei den einheimischen Fischarten Bachschmerle und Gründling. Bis 1979 blieb Riehl am Gießener Institut für Zoologie tätig. Danach arbeitete er in der Forschungsgruppe Dermatologie an der Hautklinik der Universität Heidelberg. Ab 1982 forschte er am Institut für Zoologie (Morphologie & Zellbiologie) der Heinrich-Heine-Universität Düsseldorf. Zuletzt war er dort als Akademischer Oberrat für Großgeräte und die Organisation des Mediziner-Praktikums zuständig.
In seinen wissenschaftlichen Veröffentlichungen beschäftigte Riehl sich überwiegend mit der Bildung von Fischeiern und deren struktureller Variabilität bei Echten Knochenfischen. Unter Einsatz der Rasterelektronenmikroskopie beschrieb er Eihüllen und Mikropylen, um die so gefundenen Merkmale unter anderem für die Entwicklung von Bestimmungsschlüsseln zu verwenden. Er war auch an der Erstbeschreibung einiger im Malawisee vorkommender Buntbarscharten wie Aulonocara steveni, Aulonocara baenschi und Aulonocara stuartgranti beteiligt.
Riehl engagierte sich an den Schnittpunkten zwischen wissenschaftlicher Fischkunde und Hobby-Aquaristik. So organisierte er mit Hartmut Greven die alle zwei Jahre in Düsseldorf (Aquazoo – Löbbecke Museum) stattfindenden Symposien zur „Biologie der Aquarienfische“. Die dort gehaltenen Referate von Wissenschaftlern und Züchtern erschienen anschließend gesammelt beim Schmettkamp Verlag.
Zusammen mit Hans A. Baensch verfasste Riehl das sechsteilige Nachschlagewerk Aquarien-Atlas, das mehrfach neu aufgelegt und in fünf Sprachen übersetzt wurde. Der erste Band erschien 1982 und behandelt ca. 600 Zierfischarten, 100 Wasserpflanzen und weitere Aquarientiere. Riehl veröffentlichte auch populärwissenschaftliche Beiträge in Aquarien-Zeitschriften wie dem TI-Magazin. Zeitweilig war er als Redakteur bei der Deutschen Cichliden-Gesellschaft tätig.
Riehl war Mitbegründer und langjähriger Schatzmeister der Gesellschaft für Ichthyologie (GfI). Ihm zu Ehren lobte die GfI den Rüdiger-Riehl-Preis für herausragende Leistungen des wissenschaftlichen Nachwuchses auf dem Gebiet der ichthyologischen Forschung aus.

## Veröffentlichungen (Auswahl)
- Aquarien-Atlas. Band 1. Mit Hans A. Baensch. 15., überarbeitete Auflage. Mergus, Melle 2006, ISBN 978-3-88244-227-4.
- Verhalten der Aquarienfische. Herausgegeben mit Hartmut Greven, Teil 1 und 2, Schmettkamp, Bornheim 1998/2002, ISBN 3-928819-09-7 / ISBN 3-928819-31-3.
- Fortpflanzungsbiologie der Aquarienfische. Herausgegeben mit Hartmut Greven, Teil 1 und 2, Schmettkamp, Bornheim 1995/1999, ISBN 3-928819-08-9 / ISBN 3-928819-10-0.
- Zur Oogenese der Süsswasser-Teleosteer Noemacheilus barbatulus (L.) und Gobio gobio (L.) : licht- und elektronenmikroskopische sowie histochemische Untersuchungen. Dissertation, Universität Gießen, 1976.